# Defensoria Pública do Distrito Federal
A Defensoria Pública do Distrito Federal (DPDF) é um órgão independente brasileiro, essencial à função jurisdicional do Estado, destinado a prestar assistência jurídica integral e gratuita aos cidadãos sem condições financeiras de contratar um advogado e de pagar despesas de processo judicial no Distrito Federal, sem prejuízo do seu sustento e de sua família. Na atual configuração constitucional, a Defensoria Pública não é subordinada a qualquer dos poderes, sendo essa uma medida imprescindível para que preste, livre e desembaraçada, o melhor atendimento aos carentes e grupos vulneráveis.
A Defensoria Pública presta consultoria jurídica, ou seja, fornece informações sobre os direitos e deveres das pessoas que recebem sua assistência. É com base na orientação prestada pela Defensoria Pública que o cidadão decide como agir em relação ao problema apresentado, judicial ou extrajudicialmente.
Além do atendimento às pessoas carentes, a DPDF atua em prol de grupos vulneráveis e como curadoria especial, nos casos previstos em lei.

## Estrutura
A estrutura administrativa da Defensoria Pública do Distrito Federal é composta dos seguintes órgãos:
- Órgãos de Administração Superior: compreende o Defensor Público-Geral do Distrito Federal, a Subdefensoria Pública-Geral do Distrito Federal, o Conselho Superior da Defensoria Pública do Distrito Federal, a Corregedoria-Geral da Defensoria Pública do Distrito Federal, Conselho de Administração do Fundo de Aparelhamento da DPDF e Escola de Assistência Jurídica.
- Órgãos de Assessoramento Superior: assessoria especial, jurídica, institucional e legislativa, e câmara de coordenação técnica.
- Órgãos de Execução:núcleos de atuação da Defensoria Pública do Distrito Federal, ofícios, defensorias públicas, defensoria de assistência jurídica à mulher e defensoria jurídica em defesa do direito a moradia.
- Órgão Auxiliar: Ouvidoria-Geral da Defensoria Pública do Distrito Federal.
- Órgãos de Administração: composto pela unidade de administração geral, departamentos de controle interno, comunicação social, arquivamento e processamento de dados e documentos e estágio.
- Órgãos de apoio técnico: departamento de cálculos e perícias e de atividade psicossocial.

## Administração Superior
Composta pelos órgãos dirigentes da Defensoria Pública do Distrito Federal.

### Defensoria Pública-Geral (DPG)
O Defensor Público-Geral do Distrito Federal é o chefe da Defensoria Pública do Distrito Federal, nomeado pelo governador do Distrito Federal, dentre membros estáveis da carreira e maiores de 35 anos, escolhidos a partir de lista tríplice formada pelo voto direto, secreto, plurinominal e obrigatório de seus membros, para mandato de 2 (dois) anos, permitida uma recondução. Cabe ao Defensor Público-Geral dirigir a DPDF, superintender e coordenar suas atividades, orientando sua atuação e representar o órgão, judicial ou extrajudicialmente.

### Subdefensoria Pública-Geral (SubDPG)
No Distrito Federal, são dois Subdefensores Públicos-Gerais, nomeados pelo Defensor Público-Geral, entre integrantes da carreira, e para substituí-lo em suas faltas, licenças, férias e impedimentos, bem como exercer outras atividades delegadas por ele.

### Conselho Superior (CS)
O Conselho Superior da Defensoria Pública do Distrito Federal é o órgão com atribuições para exercer as atividades consultivas, normativas e decisórias, decidindo sobre as atribuições dos órgãos de atuação e, em grau de recurso, sobre matéria disciplinar e conflitos de atribuições entre os membros da DPDF. É responsável pela aprovação do plano de atuação da DPDF e suas decisões devem ser motivadas e publicadas, realizadas, pelo menos, a cada dois meses.
Compõe o conselho superior, como membros natos, o Defensor Público-Geral, os Subdefensores Públicos-Gerais e o Corregedor-Geral. Como membros eleitos, 5 (cinco) defensores públicos do Distrito Federal, representantes estáveis da carreira, garantido pelo menos um de cada classe ou categoria, eleitos pelo voto plurinominal, obrigatório e secreto de seus membros, para mandato de 2 (dois) anos, permitida uma recondução.
Possuem assento e voz no Conselho Superior a Ouvidoria-Geral e o representante da Associação dos Defensores Públicos do Distrito Federal (ADEP-DF).

### Corregedoria-Geral (CG)
A Corregedoria-Geral da Defensoria Pública do Distrito Federal é o órgão de fiscalização da atividade funcional e de conduta dos membros e servidores, nomeado pelo Defensor Público-Geral de uma lista tríplice, formada pelo Conselho Superior, com defensores públicos do Distrito Federal integrantes da classe especial, para mandato de 2 (dois) anos, permitida uma recondução.

### Do Conselho de Administração do Fundo de Aparelhamento (CAPRODEF)
Delibera sobre as verbas de honorários e outras receitas percebidas pela atuação da DPDF.

### Escola de Assistência Jurídica (EASJUR)
Dirigida pelo Diretor, indicado pelo Defensor-Geral dentre membros ativos ou inativos da DPDF e regida pelo Regimento Interno da DPDF.

## Órgãos de Assessoramento Superior
A Assessoria Especial, a Assessoria Institucional e Legislativa e a Assessoria Jurídica subordinam-se diretamente ao Diretor-Geral ou, por delegação deste, a qualquer dos Subdiretores-Gerais e serão organizadas pelo Regimento Interno do Ceajur, que também lhes fixará as competências.

## Órgãos de Execução
São órgãos de execução na atuação da DPDF. A unidade básica de divisão de trabalho é a Defensoria (ex: defensoria criminal, defensoria de atendimento inicial), a cargo de um único Defensor Público do Distrito Federal nomeada de acordo com a área de atuação.
O Ofício é composto por uma ou mais Defensorias , que dividem o trabalho comum segundo critério de distribuição equânime, sem referência a fator externo que possa tornar desigual a carga de cada uma.
O Núcleo de Atuação é composto por um ou mais Ofícios, separados ou agrupados, em função de conveniência da logística de administração.

## Órgãos Auxiliar
A Ouvidoria-geral (OG) é órgão auxiliar, voltado para a qualidade dos serviços prestados pelo órgão, e será escolhido pelo Conselho Superior da DPDF, dentre cidadãos de reputação ilibada, não integrantes da carreira de defensor público, indicados em lista tríplice, para mandato de 2 (dois) anos, permitida 1 (uma) recondução.

## Órgãos de Administração e de Apoio Técnico
Composto pela unidade de administração geral, departamentos de controle interno, comunicação social, arquivamento e processamento de dados e documentos e estágio (órgão de administração) e pelos departamentos de departamento de cálculos e perícias e de atividade psicossocial (órgãos de apoio técnico). Subordinados ao Defensor Público-Geral e aos Subdefensores Públicos-Gerais, prestam suporte administrativo como órgão operacional, realizam o controle interno dos atos e atividades específicas.

## Sistema de atendimento
A Defensoria Pública do Distrito Federal realiza diariamente atendimento especializado nos Núcleos de Atuação. A assistência jurídica integral e gratuita é oferecida aos grupos vulneráveis, nos termos da lei, e a todas as pessoas com renda de até 5 (cinco) salários mínimos, que não possuam nenhuma fonte de renda ou sem condições econômicas para arcar com as despesas de um processo judicial (neste caso, é realizada uma análise sócio-econômica).
Não só a pessoa física pode ser atendida pela Defensoria Pública do Distrito Federal. Também podem ser patrocinadas sociedades sem fins lucrativos e associações comunitárias, desde que declarem insuficiência de recursos.

## Núcleos de Atuação
Para ser atendido pela Defensoria Pública do Distrito Federal, os interessados devem se dirigir diretamente a um dos Núcleos de Atuação da Defensoria Pública do Distrito Federal que funcionam nos diversos fóruns das cidades-satélites, além de núcleos especiais e temáticos, com atribuições em áreas específicas, como saúde, violência doméstica, direitos humanos.
Em julho de 2018, a Defensoria Pública do Distrito Federal contava com 227 defensores públicos , que atuam em todas as varas judiciais do Tribunal de Justiça do Distrito Federal e dos Territórios, exercendo suas atribuições, inclusive, perante o Superior Tribunal de Justiça e o Supremo Tribunal Federal.

## Áreas de atuação
Compete à Defensoria Pública do Distrito Federal atender a qualquer tipo de ação judicial nas áreas de:
- Família: pensão alimentícia, separação, divórcio, união estável, regulamentação de visitas para filhos, investigação de paternidade (DNA), tutela, curatela, guarda de menores, adoção, etc.
- Cível: cobrança, regularização de imóveis, condomínios, aluguel, despejo, defesa do consumidor, indenizações, defesa da posse e propriedade, inventários, alvarás, etc.
- Criminal: defesa dos acusados em processo criminal e acompanhamento do cumprimento da pena de quem foi condenado, inclusive na área de menores.
- Fazenda pública: fornecimento de medicamentos, indenizações contra o estado, problemas com concursos públicos do Distrito Federal, multas, DETRAN, problemas com cobrança de impostos e taxas, leitos em UTI – Unidade de Terapia Intensiva, fornecimento de medicamentos de alto custo, etc.

A Defensoria Pública do Distrito Federal também serve para quem não tem recursos financeiros para obter segunda via de documentos, realizar escrituras de imóveis e promover outros atos feitos em Cartório, tais como: segunda via de certidão de nascimento, casamento ou óbito (mesmo de outro Estado) e carteira de identidade.
É possível ocorrer atendimento domiciliar somente em casos específicos.

## Mudanças Constitucionais
Com a aprovação da Emenda Constitucional n.º 69/2012, houve a transferência da competência para criar e organizar a Defensoria Pública do Distrito Federal (DPDF), antes da União, para o Distrito Federal. Embora utilizasse a mesma sistemática do Ministério Público do Distrito Federal e do Tribunal de Justiça do Distrito Federal, os quais, por atuarem também nos territórios, teriam seus regramentos disciplinados pela União, no Distrito Federal, a União nunca se desincumbiu dessa obrigação.
Em 5 de janeiro de 1987, pelos Decretos 10.059/1987 e 10.061/1987, o governador do Distrito Federal, José Aparecido de Oliveira, a partir de projeto idealizado pelo procurador-geral do Distrito Federal, Humberto Gomes de Barros, criava o Centro de Assistência Jurídica do Distrito Federal (CEAJUR-DF), com a transferência de alguns procuradores do Distrito Federal prestar serviços jurídicos em prol da população carente do Distrito Federal.
Com a promulgação da Constituição da República, em 1988, houve a previsão da Defensoria Pública do Distrito Federal, de competência da União para organizar a manter o órgão, que deveria prestar "a orientação jurídica e a defesa, em todos os graus, dos necessitados, na forma do artigo 5.º, LXXIV".
No âmbito do Distrito Federal, o artigo 10, caput, do Ato das Disposições Transitórias da Lei Orgânica do Distrito Federal, determinou que o Distrito Federal prestasse o serviço de assistência jurídica, por intermédio do CEAJUR-DF, "enquanto não editada a lei complementar federal que dispusesse sobre a Defensoria Pública do Distrito Federal".
Em 19 de dezembro de 2001, o Decreto Distrital n.º 22.490 reestruturou o CEAJUR-DF, conferindo-lhe certa autonomia, com a possibilidade de escolha do defensor público-geral e nomeação dos defensores públicos.
Com a promulgação da Lei Complementar 828/2010, houve a regulação da prestação de assistência jurídica no Distrito Federal, com atribuições específicas da atuação do órgão e de seus membros, bem como a definição de atuação do CEAJUR, enquanto não tivesse sobrevindo a criação da DPDF pela União.
Em face da ausência de atuação da União nesse campo, foi necessária a aprovação da Emenda Constitucional 69/2012 (PEC 445/09, promulgada em 29.03.2012), que, além de alterar a competência para organizar e criar a Defensoria Pública do Distrito Federal, tornou possível o aproveitamento dos Procuradores de Assistência Judiciária do Distrito Federal que exercessem as mesmas funções dos Defensores Públicos e tivessem sido aprovados em concurso de provas e títulos, ou seja, com os mesmos requisitos daquele cargo. Aplicam-se à Defensoria Pública do Distrito Federal os mesmos princípios das defensorias públicas estaduais. De acordo com a EC 69/2012, a competência para dispor sobre a Defensoria Pública do Distrito Federal seria do próprio Distrito Federal, e manteve-se a competência da União para dispor sobre Defensoria Pública da União.
A Emenda Constitucional n.º 69/2012, no âmbito do Distrito Federal, ensejou a Emenda à Lei Orgânica n.º 61/2013.